# Comuna de Sosnowica
Sosnowica (polaco: Gmina Sosnowica) é uma gminy (comuna) na Polónia, na voivodia de Lublin e no condado de Parczewski. A sede do condado é a cidade de Sosnowica.
De acordo com os censos de 2004, a comuna tem 2658 habitantes, com uma densidade 15,4 hab/km².

## Área
Estende-se por uma área de 172,35 km², incluindo:
- área agrícola: 40%
- área florestal: 41%

## Demografia
Dados de 30 de Junho 2004:
|                      | Total   | Total | Mulheres | Mulheres | Homens  | Homens |
| -------------------- | ------- | ----- | -------- | -------- | ------- | ------ |
|                      | pessoas | %     | pessoas  | %        | pessoas | %      |
| População            | 2658    | 100   | 1336     | 50,3     | 1322    | 49,7   |
| Densidade (pop./km²) | 15,4    | 100   | 7,8      | 7,8      | 7,7     | 7,7    |

De acordo com dados de 2002, o rendimento médio per capita ascendia a 1569,85 zł.

## Comunas vizinhas
- Dębowa Kłoda, Ludwin, Stary Brus, Urszulin, Uścimów